# Angelika Platen

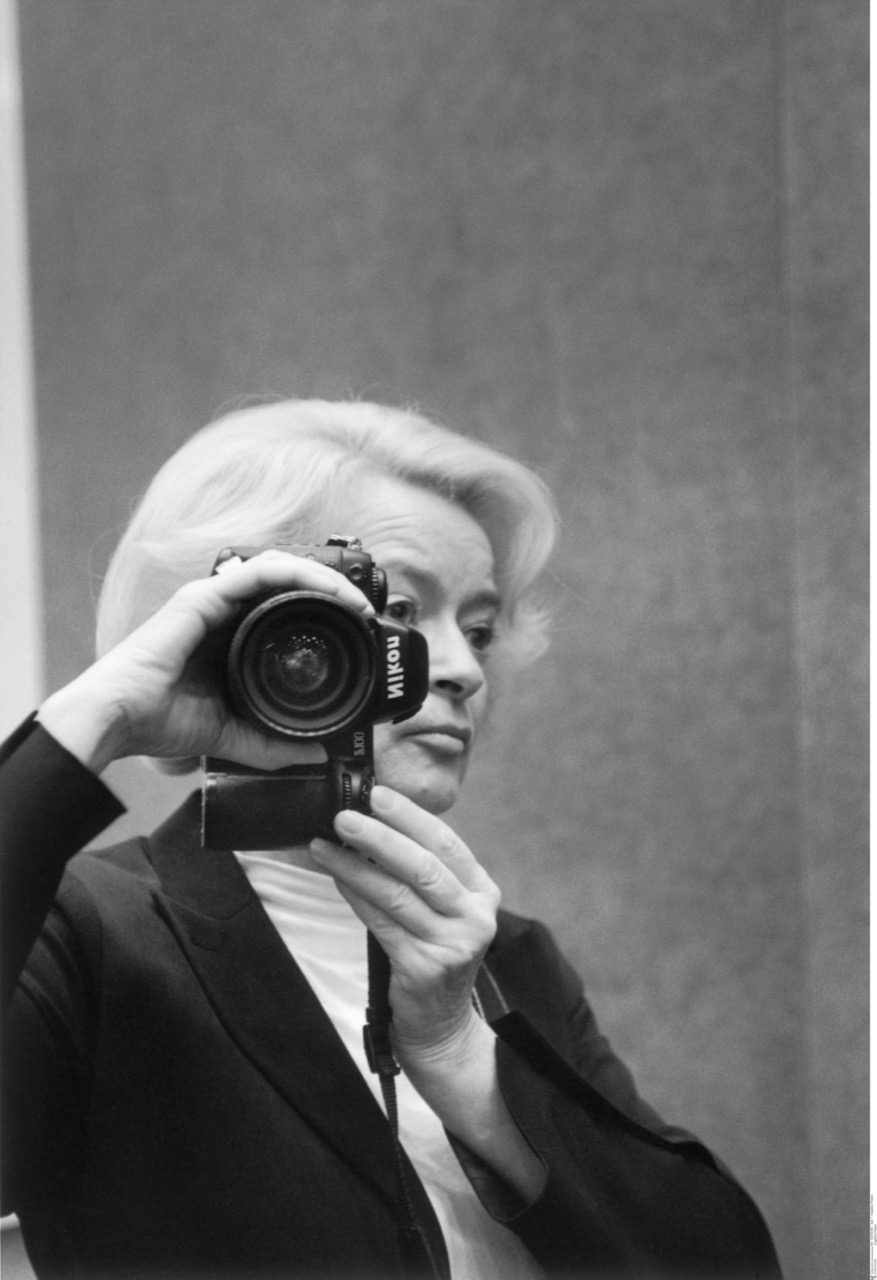
Angelika Platen

Angelika Platen (* 19. Februar 1942 in Heidelberg) ist eine deutsche Fotografin und international bekannt für ihre Künstlerporträts.

## Leben und Werk
Angelika Platen begann ein Studium der Kunstgeschichte, Romanistik und Orientalistik an der Freien Universität Berlin und besuchte später die Fotoklasse der Hochschule für bildende Künste Hamburg. 1968 begann sie, als Fotografin und Bildjournalistin zu arbeiten. Unter dem Titel Künstler sind auch nur Menschen zeigte sie 1969 in der Künstlergalerie Die Insel zum ersten Mal ihre Fotos. Von 1970 bis 1972 arbeitete sie als Journalistin für den Wirtschaftsteil „Kunst als Ware“ der Wochenzeitung Die Zeit. Sie war in erster Ehe mit dem Essayisten, Reporter und Schriftsteller Karl Günter Simon verheiratet, mit dem sie zwei Töchter hat.

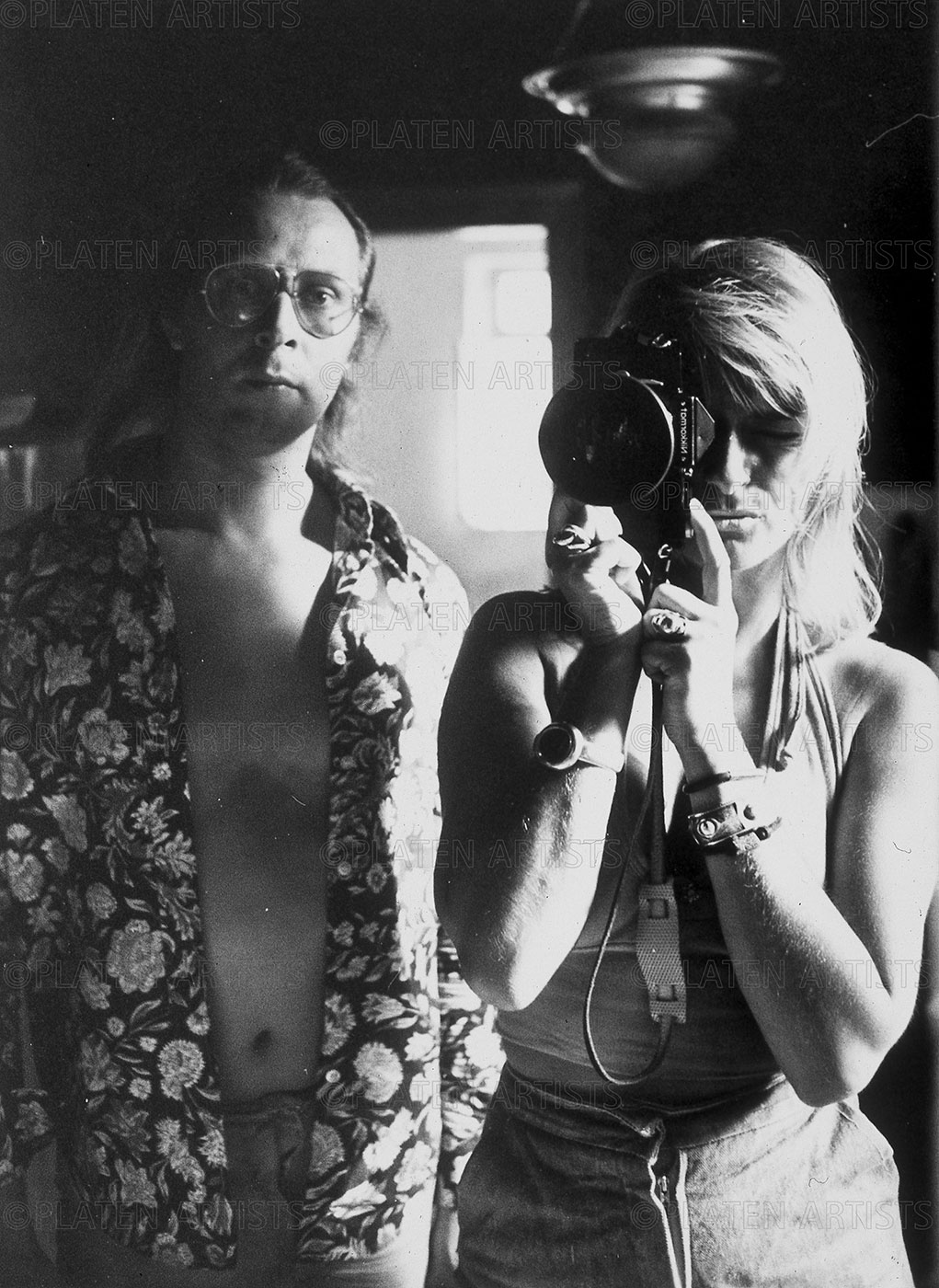
Angelika Platen: Sigmar Polke und Angelika Platen, Zwei im Spiegel, Willich 1972

Von 1972 bis 1975 leitete sie die Galerie Gunter Sachs an der Milchstraße in Hamburg. In dieser Zeit entstanden hunderte Fotoporträts junger Künstler, die damals ihre Karriere begannen und von denen einige heute weltbekannt sind. Ihre Arbeiten zeigen die Maler, Bildhauer, Konzept- und Objektkünstler in ihrem jeweiligen künstlerischen Kontext: Sie wurden von ihr im charakteristischen Ambiente oder an ungewöhnlichen Schauplätzen fotografiert.
Ende der 1970er Jahre zog die Fotografin nach Paris, wo sie als Leiterin der Abteilung für Public Relations in einer IT-Firma tätig war. Sie heiratete erneut und bekam ihre dritte Tochter.
1997 nahm sie ihre fotografischen Studien wieder auf. Phase II ihrer fotografischen Tätigkeit begann, ohne jeden Bruch des Stils. Ihr langjähriger Lebensgefährte, der Kulturjournalist und Publizist Günter Engelhard, Herausgeber ihrer Bücher und Verfasser vieler Texte über sie, ersann zu ihren Fotografien poetische Bildtitel.
Angelika Platen hat eine überwältigende Anzahl zeitgenössischer Künstlerinnen und Künstler fotografisch festgehalten, darunter in Phase I Georg Baselitz, Joseph Beuys, Christo, Hanne Darboven, Walter de Maria, Dan Graham, Blinky Palermo, Sigmar Polke, Gerhard Richter, James Rosenquist, Günther Uecker und Andy Warhol. In Phase II fotografierte sie unter anderem Marina Abramović, John Armleder, Christian Boltanski, Jeff Koons, Neo Rauch, Julian Rosefeldt und Thomas Struth. Einige der früheren Newcomer, die sie in den 1960/70ern porträtiert hatte, fotografierte sie später ein zweites Mal. Diese Bildnisse werfen einen interessanten Blick auf die inzwischen ins Alter gekommenen etablierten Künstler.
Anlässlich der Ausstellung 1998 Angelika Platen – Fotoarbeiten erwarb das Museum für Moderne Kunst in Frankfurt am Main eine Sammlung der zwischen 1968 und 1974 entstandenen Fotografien. Weitere Ausstellungen in bekannten Institutionen folgten unter anderem im Martin-Gropius-Bau, im Haus am Lützowplatz, Willy-Brandt-Haus und im Institut-Francais in Berlin. Sie zeigte ihre Porträts in den Goethe-Instituten in Washington und Paris. In der Städtischen Galerie Delmenhorst hielten ihre Porträts Zwiesprache mit Dokumenten des Sammlers Egidio Marzona. Die konzeptuellen Fotografien der 1960er und 1970er Jahre wurden in der Fahrbereitschaft des Sammlers Axel Haubrok gezeigt.
Neben ihrer Tätigkeit als Fotografin sammelte Platen Künstlerporträts von anderen Fotografen. Ihre Sammlung beginnt „auf der Schwelle vom 19. ins 20. Jahrhundert“ mit Fotografien von Berenice Abbott (Eugène Atget), Man Ray (Pablo Picasso) und reicht bis hin zu Robert Mapplethorps und Duane Michals Porträts von Andy Warhol. In der Ausstellung Künstler Komplex präsentierte sie 2018 im Museum für Fotografie (Berlin) 180 Fotografien aus ihrer Sammlung von über 700 Künstlerporträts unter anderem von Robert Capa, Henri Cartier-Bresson, Robert Doisneau und Germaine Krull erstmals der Öffentlichkeit.

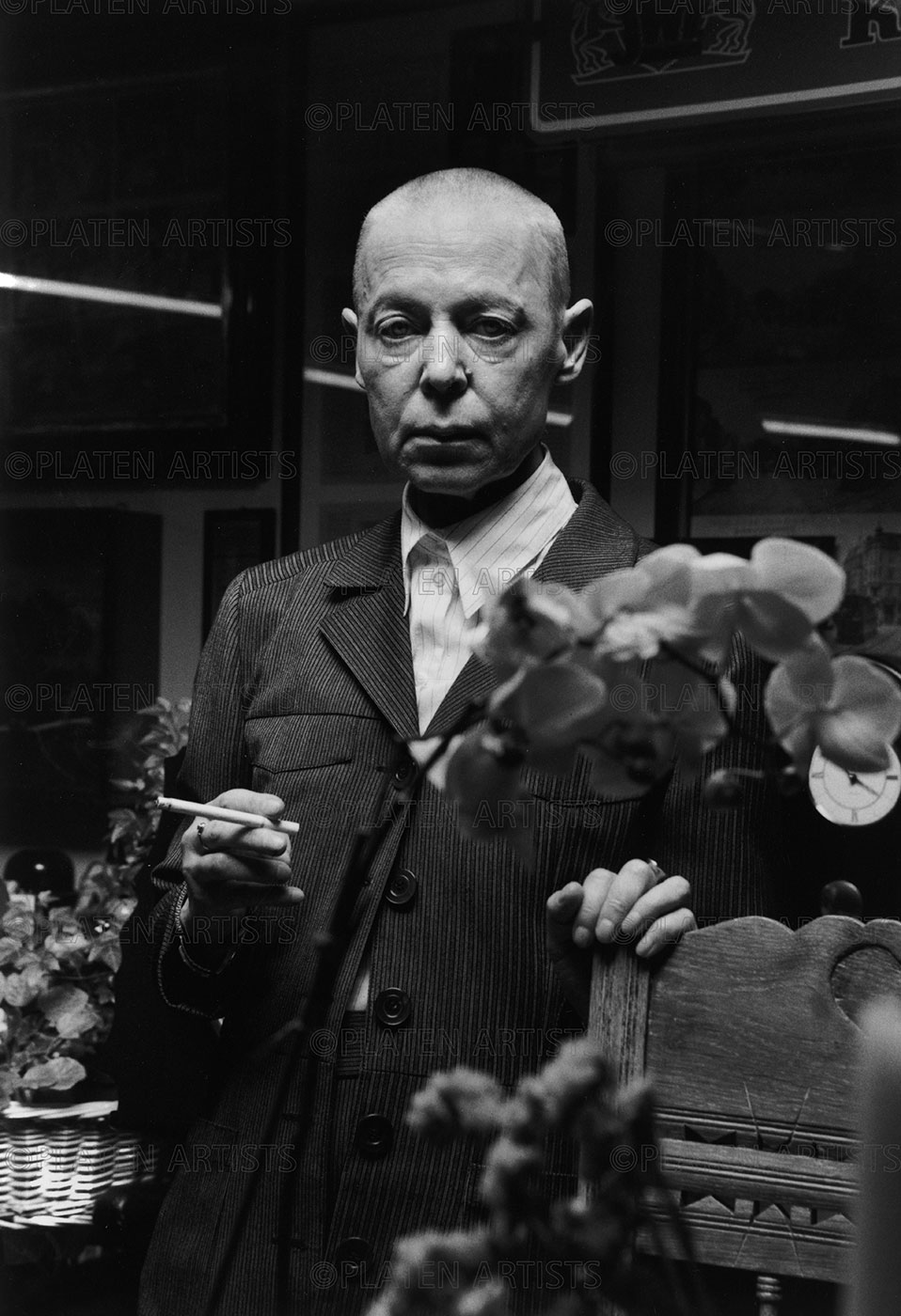
Angelika Platen: Hanne Darboven, Verblühende Zeit, Hamburg 2002

Angelika Platen ist „eine herausragende Künstlerporträtistin“, so schrieb Andreas Kilb 2018 in der FAZ: Das 2002 entstandene Foto von Hanne Darboven gehöre „zu den Meisterwerken der Gattung, weil es aus der Prominenten- eine Menschenbetrachtung macht“. Das Foto mit dem Titel Verblühende Zeit zeigt die sechzigjährige Künstlerin rauchend neben blühenden Orchideen. „Dieses Foto ist groß, weil es eine Traditionslinie fortsetzt, die sich seit der Renaissance durch die abendländische Kunstgeschichte zieht, und sie zugleich verwandelt.“ Ludger Derenthal und Joachim Brand schreiben über Platen: „Als Künstlerporträtistin hat sie seit vielen Jahren das öffentlich wahrgenommene Bild von Künstlerinnen und Künstlern geprägt, ihre Sammlung der Porträts ist als eine Selbstvergewisserung der Grundlagen eigenen Arbeitens anzusehen“.
Platens Werk liegt gut dokumentiert in verschiedenen Bildbänden vor und wurde bei zahlreichen Ausstellungen präsentiert.

Angelika Platen: Miriam Vlaming, Beflügelte Malerin, Berlin 2017

## Einzelausstellungen in Museen und Institutionen
- 1998: Museum für Moderne Kunst, Frankfurt am Main, Fotoarbeiten
- 2001: Martin-Gropius-Bau, Berlin, Platen Artists; Museum für Kunst und Gewerbe, Hamburg, Künstlerfotografien
- 2002: Hallescher Kunstverein, Halle
- 2002: Goethe-Institut, Paris
- 2003: Fries Museum, Leeuwarden, Platen Artists
- 2003: Goethe-Institut, Washington D.C.
- 2004: Galleria d’Arte Moderna, Bologna
- 2005: Haus am Lützowplatz, Berlin, Platen Artists[7]
- 2007: Galerie der Hauptstadt, Prag
- 2008: Staatliche Museen zu Berlin, Kunstbibliothek (zusammen mit Hans Namuth, Lothar Wolleh und Andrea Stappert), Unsterblich! Das Foto des Künstlers
- 2011: Umweltakzente, Monschau, Fotografin der Künstler Angelika Platen
- 2013: Muzeul Național de Artă Contemporană, Bukarest, Please, no photos
- 2015: Städtische Galerie Delmenhorst, Delmenhorst, Spurenlese
- 2017: Willy-Brandt-Haus Berlin, Künstlern auf der Spur. Portraits 1968–2008; Galerie Michael Schultz, Berlin, dialog.digital.analog.
- 2018: Institut français, Berlin, FEMMES ARTISTES
- 2022: Fahrbereitschaft, Berlin, Angelika Platen: Sequenzen. Konzeptuelle Fotografie
- 2025: Stadthaus Ulm, Angelika Platen: Beglückende Begegnungen. Porträts von Künstlerinnen und Künstlern
- 2025: Ludwiggalerie Schloss Oberhausen, Angelika Platen: Meine Frauen. Fotografische Porträts von Künstlerinnen

## Einzelausstellungen in Galerien
- 1998: Galerie Renate Schröder, Köln Platen Artists
- 1999: Galerie Artiscope, Brüssel
- 2005: Galerie Hohenthal und Bergen, Berlin, Sigmar Polke – Mitten in der Luft
- 2006: Galerie Jean Brolly, Paris, no photos please
- 2006: Galerie Bernd Slutzky Polke, Richter, Palermo, Fotoarbeiten 1971–1972
- 2007: Galerie Haas AG, Zürich, Platen Artists
- 2017: Galerie Michael Schultz, Berlin, dialog.digital.analog
- 2018: Galerie Michael Schultz, Berlin, Unbeschreiblich weiblich
- 2019: Galerie VON&VON, Nürnberg, Meet your Artist. Künstlerportraits
- 2022: Galerie Michael Haas, Berlin, Zwiesprache
- 2022: Galerie VON&VON, Nürnberg, Meine Frauen

## Werke in öffentlichen Sammlungen
Berlinische Galerie; DZ Bank Kunstsammlung, Frankfurt; Fries Museum, Leeuwarden, Niederlande; Kunsthalle Hamburg; Hessisches Landesmuseum; Museum für Kunst und Gewerbe, Hamburg; mumok – Museum moderner Kunst, Stiftung Ludwig Wien; Museum für Moderne Kunst, Frankfurt am Main; Museum Kunstpalast, AFORK, Düsseldorf; Museum Schloss Moyland, Kleve; Sammlung Erika Hoffmann, Berlin; Sammlung Fotografie Kunstbibliothek, Staatliche Museen, Berlin; Sammlung Lothar Schirmer, München; Stiftung Kunstsammlung Nordrhein-Westfalen, Düsseldorf.